# Алюминийтриникель
Алюминийтриникель — бинарное неорганическое соединение
никеля и алюминия
с формулой AlNi3,
кристаллы.

## Получение
- Сплавление стехиометрических количеств чистых веществ:

{\displaystyle {\mathsf {3Ni+Al\ {\xrightarrow {1395^{o}C}}\ AlNi_{3}}}}

## Физические свойства
Алюминийтриникель образует кристаллы
кубической сингонии,
пространственная группа P m3m,
параметры ячейки a = 0,3589 нм, Z = 1,
структура типа AuCu3 .
Соединение образуется по перитектической реакции при температуре 1395°С.
Имеет область гомогенности 73÷75 ат.% никеля.

## Химические свойства
- Разлагается при нагревании :

{\displaystyle {\mathsf {AlNi_{3}\ {\xrightarrow {>1395^{o}C}}\ AlNi+2Ni}}}